# Rörums södra å

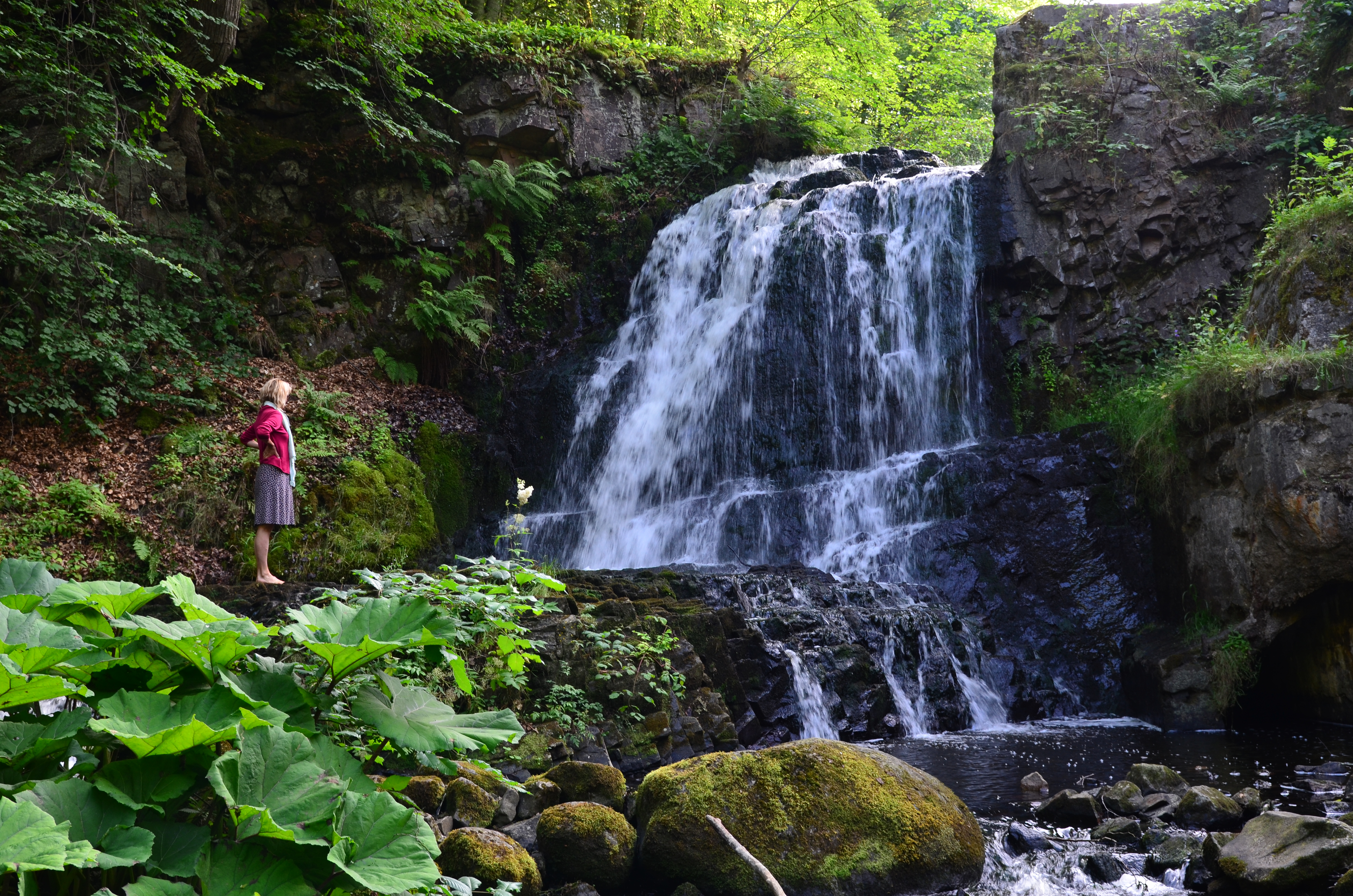
Forsemölla.

Rörums södra å är ett vattendrag i östra Skåne som rinner upp i Vitaby skog. Den totala längden är 18 kilometer. Vattenfallet Forsemölla är en del av Rörums södra å.
Namnet kommer från orten Rörum. Andra ån som passerar Rörum är Rörums norra å.